# Tomohiko Ikoma
Tomohiko Ikoma (25. august 1932 - 27. april 2009) var en japansk fodboldspiller.

## Japans fodboldlandshold
| Japans landshold | Japans landshold | Japans landshold |
| År               | Kmp              | Mål              |
| ---------------- | ---------------- | ---------------- |
| 1955             | 5                | 0                |
| Total            | 5                | 0                |